# 2020年のスウェーデン
2020年のスウェーデン （2020ねんのスウェーデン）では、2020年のスウェーデンに関する出来事について記述する。

## 国王等
- 国王
  - ベルナドッテ王朝第7代: カール16世グスタフ （1973年9月15日 - ）
- 首相
  - 第43代: ステファン・ロベーン （社会民主労働党、2014年10月3日 - ）